# Белорусский государственный аграрный технический университет
Белорусский государственный аграрный технический университет — высшее учебное заведение Республики Беларусь.

## Общие сведения
В университете функционируют 5 факультетов, 24 кафедры и 39 их филиалов, Институт повышения квалификации и переподготовки кадров АПК (ИПК и ПК АПК), Центр научно-методической и учебной работы (ЦНМиУР), Республиканский учебный центр практического обучения новым технологиям и освоения комплексов машин (РУПЦ), Центр инновационных технологий обучения и управления (ЦИТОУ). Имеется библиотека с фондом более 500 тыс. учебных изданий.
Обучение в университете осуществляется по 8 специальностям общего высшего образования и по 7 специальностям углубленного высшего образования, а также по 14 специальностям по подготовке научных работников высшей квалификации в аспирантуре и 6 – в докторантуре. Имеется 5 учебно-лабораторных корпусов в Минске, 3 учебно-лабораторных корпуса в Боровлянах.
Сегодня в БГАТУ обучается около шести тысяч студентов и более двух с половиной тысяч слушателей. Среди наших преимуществ можно отметить компактное расположение студгородка в центре столицы, 100% заселение всех нуждающихся иногородних студентов дневной формы получения образования в общежитие на весь период учебы, получение параллельно второго высшего образования (экономический, технический профиль), получение рабочих профессий, пятидневная учебная неделя (суббота – день консультаций), а также доступная стоимость образования.

## История

### 2025 год
- БГАТУ     посетил Митрополит Минский и Заславский Вениамин,     Патриарший Экзарх всея Беларуси;

### 2024 год
- БГАТУ     награжден Почетной Грамотой администрации Первомайского района г. Минска     за высокий уровень профессиональной подготовки специалистов, внедрение     современных образовательных технологий и развитие международного     сотрудничества;
- Арт-фольк     группа «Велес» получила Гран-при на международном фестивале конкурсе     «Grand Festival» Italy Pesaro в номинации народного вокала;
- Открыт     белорусско-китайский центр развития талантливой молодежи для Альянса сельскохозяйственного     образования и научно-технических инноваций Шелкового пути;
- Открыто 7     брендированных аудиторий в качестве подарка предприятий-партнеров (учебный     класс «Цифровизация сельского хозяйства. Внедрение системы спутникового     мониторинга как средства измерения. Агроаналитика». Класс оборудован     компаниями ООО «Навитеч», ООО «НавиТрек», ООО ПримаСофт»; брендированная     аудитория «РОСТСЕЛЬМАШ», на базе ИПК и ПК в АПК; брендированная аудитория     «БЕЛАРУСБАНК», на базе ИПК и ПК в АПК; учебная лаборатория ОАО     «Гомельагрокомплект»; учебная лаборатория ОАО «Минский тракторный завод»;     учебная лаборатория ОАО «УКХ Минского моторного завода»; учебный класс СП     ЗАО «МАЗ-МАН»);
- БГАТУ     занесен на доску Почета Первомайского района г. Минска по итогам работы за     2023 год;
- БГАТУ     повторно стал обладателем диплома Гран-при международной бизнес-премии     «Лидер года-2024»;

### 2023 год
- Арт-фольк     группа «Велес» удостоена Диплома лауреата I степени на IV Международном     фестивале «Волна идей. Греция»;
- БГАТУ стал     членом Образовательно-методического консорциума «Международная ассоциация     профессионального дополнительного образования» (МАПДО); Совета ректоров     ведущих аграрных вузов государств – участников СНГ; Альянса лидеров нового     поколения; Ассоциации технических университетов;

### 2022 год
- Арт-фольк     группа "Велес"  (руководитель Чернова В.В.) стала Лауреатом     VII Международного конкурса "GRAND FESTIVAL" (г. Пьезаро,     Италия) и завоевала Гран-при конкурса;
- БГАТУ     удостоен Гран-при Международной бизнес-премии «Лидер года 2022» в номинации     «Образование»;

### 2021 год
- Президент     Республики Беларусь Александр Лукашенко согласовал назначение ректором     учреждения образования «Белорусский государственный аграрный технический     университет» Романюка Николая Николаевича, кандидата технических наук,     доцента;
- Министр     сельского хозяйства и продовольствия И.И.Крупко назначил Романюка Николая     Николаевича на должность ректора учреждения образования «Белорусский     государственный аграрный технический университет» с 03.08.2021;
- Государственным     комитетом по науке и технологиям Республики Беларусь и Национальной     академией наук Беларуси БГАТУ аккредитован в качестве научной организации     (свидетельство от 25.11.2021 №56);

### 2020 год
- Создано     учебно-методическое объединение в сфере высшего образования на базе БГАТУ;
- В БГАТУ     реализуется экспериментальный проект «Совершенствование деятельности     учреждений высшего образования на основе модели «Университет 3.0»;

### 2013 год
- Президент     Республики Беларусь Лукашенко А.Г. дал согласие на назначение ректором     БГАТУ доктора технических наук, профессора Шило Ивана Николаевича;
- БГАТУ стал     лауретом Премии Правительства Республики Беларусь за достижения в области     образования за 2012 год;
- Президент     Республики Беларусь А.Г. Лукашенко посетил БГАТУ (30.04.2013);

### 2011 год
- Создан     инженерно-технологический факультет (декан – кандидат технических наук,     доцент А.А.Бренч);
- Создан     научно-исследовательский институт механизации и электрификации сельского     хозяйства (НИИМЭСХ) БГАТУ (проректор по науке – директор НИИМЭСХ – доктор     технических наук, доцент М.А.Прищепов);
- БГАТУ стал     членом Научно-образовательного консорциума между учреждениями высшего     образования и НИИ Республики Беларусь и Республики Казахстан;

### 2010 год
- В     соответствии с требованиями приказа Министра образования Республики     Беларусь №1000 от 24 декабря 2008 года «О развитии в высших учебных     заведениях Республики Беларусь систем управления качеством образования и     приведения их в соответствие с требованиями государственных     стандартов  Республики Беларусь и международных стандартов», в БГАТУ     в 2010 году внедрена система менеджмента качества;

### 2009 год
- БГАТУ     награжден благодарностью Минского городского исполнительного комитета за     первое место в городском смотре-конкурсе на лучшую организацию     идеологической работы в городе Минск;

### 2008 год
- На 4-й     Международной ассамблее качества в Москве БГАТУ удостоен «Золотого     сертификата качества», а также права использования символики Всемирной     программы продвижения качества;

### 2007 год
- На     Международной корпорации социального сотрудничества «Европейская     Ассоциация Бизнеса» (Оксфорд, Великобритания) БГАТУ удостоен награды     «ЛУЧШЕЕ ПРЕДПРИЯТИЕ ЕВРОПЫ как инновационное, конкурентоспособное,     перспективное, ведущее учреждение образования Республики Беларусь»;
- На базе     БГАТУ начинает функционировать Республиканская     учебно-научно-производственная ассоциация «Агроинженер»;

### 2005 год
- Создано УО     «Государственный институт повышения квалификации и переподготовки кадров     агропромышленного комплекса» (переименованный впоследствии в Институт     повышения квалификации и переподготовки кадров АПК);

### 2004 год
- БГАТУ     награждён Почётной грамотой Совета Министров Республики Беларусь в связи с     50-летием со дня образования;
- БГАТУ –     ведущий вуз в отрасли;

### 2003 год
- Ректором     БГАТУ назначен кандидат экономических наук, доцент Попков Александр     Андреевич (с 6 августа 2003 по 19 августа 2003 года);
- Ректором     БГАТУ назначен доктор сельскохозяйственных наук, профессор,     член-корреспондент Национальной академии наук Беларуси Казаровец Николай     Владимирович (с 2003 по 2012 год);

### 2001 год
- Выпускнику     БИМСХ (БГАТУ) Карчмиту М.А. присвоено звание Герой Беларуси;
- Официальное     название университета – Учреждение образования «Белорусский     государственный аграрный технический университет» (БГАТУ);

### 2000 год
- Открыт     факультет «Технический сервис в АПК» (декан – кандидат технических наук,     профессор В.П.Миклуш);

### 1996 год
- Открыт     факультет предпринимательства и управления (декан – кандидат технических     наук, доцент В.П.Степанцов);

### 1994 год
- Открыт     факультет довузовской подготовки и профессиональной ориентации молодёжи     (декан – В.Н.Сытик);

### 1992 год
- БИМСХ     переименован в Белорусский аграрный технический университет (БАТУ);

### 1988 год
- Ректором     БИМСХ назначен заслуженный работник образования Республики Беларусь,     академик НАН Беларуси, доктор технических наук, профессор  Леонид     Степанович Герасимович (с 1988 по 2003 год);

### 1987 год
- БИМСХ -     победитель Всесоюзного социалистического соревнования, вручено переходящее     Красное знамя ЦК КПСС, Совета Министров СССР, ВЦСПС и ЦК ВЛКСМ;

### 1980 год
- Выпускник     БИМСХ (БГАТУ) Тараненко Леонид Аркадьевич стал Олимпийским чемпионом     (также является многократным чемпионом мира, Европы и СССР, обладателем 19     мировых рекордов, два из них - 266 кг в толчке и 475 кг в двоеборье -     занесены в Книгу рекордов Гиннесса);

### 1979 год
- Открыт     инженерно-педагогический факультет (декан – кандидат технических наук А.Г.     Бесчастнов);

### 1978 год
- Открыт     факультет автоматизации сельскохозяйственного производства (декан –     кандидат технических наук, доцент В.К.Гриб);

### 1977 год
- Ректором     БИМСХ назначен заслуженный деятель науки БССР, доктор технических наук,     профессор Валерий Александрович Скотников (с 1977 по 1988 год);

### 1968 год
- Ректором     БИМСХ назначен заслуженный работник сельского хозяйства, кандидат     технических наук, доцент Сергей Сергеевич Селицкий (с 1968 по 1977 год);

### 1966 год
- Открыт     факультет организации и технологии ремонта сельскохозяйственных машин     (декан – кандидат технических наук Ю.А. Сидоренко);

### 1965 год
- Открыт     факультет общественных профессий (декан – И.А.Коноплянник);

### 1959 год
- Ректором     БИМСХ назначен кандидат технических наук, доцент Дмитрий Иустинович Горин     (с 1959 по 1968  год);

### 1957 год
- Открыт     факультет электрификации сельского хозяйства (декан – кандидат технических     наук Б.Д.Дойников);

### 1956 год
- Открыта     аспирантура и начата подготовка специалистов по заочной форме     получения образования;
- Белорусский     институт механизации и электрификации сельского хозяйства переименован в     Белорусский институт механизации сельского хозяйства (БИМСХ);

### 1955 год
- Открыт     факультет механизации сельского хозяйства (01.09.1955) (декан – кандидат     технических наук, доцент А.С.Ларионов);

### 1954 год
- Открыт в     Минске Белорусский институт механизации и электрификации сельского     хозяйства (директор - доктор технических наук, профессор В.П.Суслов (с     1954 по 1959 годы);

### 1952 год
- Распоряжение     Совета Министров СССР об организации в Минске института механизации и     электрификации сельского хозяйства;

## Современное состояние

### Учебная работа
Обучение студентов на дневной форме получения высшего образования осуществляется на 5 факультетах университета (агромеханический, агроэнергетический, «Технический сервис в АПК», факультет предпринимательства и управления) по 18 специальностям, на заочной — на 3-х факультетах (механизации, электрификации, предпринимательства и управления); в филиале БГАТУ — Буда-Кошелёвском государственном аграрно-техническом колледже — по 8 специальностям. Обучение по образовательным программам с сокращенным сроком обучения ведётся в дневной и заочной формах по 5 специальностям.
Практическое обучение студентов является составной частью образовательного процесса. Его задачей является подготовка специалиста по избранной специальности с углубленным закреплением теоретических знаний, профессиональных и творческих, исполнительских навыков на каждом этапе обучения.

### Практика
Учебные практики: технологические основы растениеводства; технологические основы животноводства; технология материалов; управление и подготовка к работе тракторов и МТА; холодильному оборудованию; электрослесарная; ознакомительная, ознакомительная инженерная.
Студенты проходят учебную практику кафедрах: «Производственное обучение», «Практическая подготовка студентов Архивная копия от 26 октября 2020 на Wayback Machine», в Республиканском учебно-производственном центре практического обучения новым технологиям и освоения комплексов машин (расположены в д. Боровляны Архивная копия от 26 октября 2020 на Wayback Machine), а также на кафедрах «Технология металлов», «Основы научных исследований и проектирования», «Основы агрономии», «Технология и механизация животноводства», «Экономическая информатика».
Во время практик для студентов организуются выездные занятия в НПЦ НАН Беларуси по земледелию, животноводству и механизации, в сельскохозяйственные организации, на перерабатывающие и другие предприятия АПК; они также посещают выставочные центры.

### Международное сотрудничество
Белорусский государственный аграрный технический университет сотрудничает более чем с 90 университетами и организациями СНГ, стран Евросоюза (до 2022 года), Китайской Народной Республики и других стран.
Преподаватели и сотрудники университета выезжают за рубеж на стажировки, конференции, симпозиумы. Университет периодически приглашает читать лекции преподавателей зарубежных вузов, организовывал международные конференции, встречи-семинары представителей ведущих зарубежных компаний США, Германии, Польши, России, Украины и других стран с преподавателями вуза.
В БГАТУ обучаются граждане государств СНГ, Китая, Литвы, Азербайджана, Нигерии, ЮАР, ФРГ, Туркменистана и других государств. По окончании учёбы они получают диплом соответствующего образца.
Для иностранных граждан организовано обучение на подготовительных курсах и курсах русского языка, на основных факультетах (срок обучения 4 года), в магистратуре, аспирантуре и обучение в форме стажировок. Всем иностранным гражданам предоставляется общежитие.
Студенты университета участвовали в международных программах сельскохозяйственных стажировок Немецкого крестьянского союза, Баварского крестьянского союза, Учебного центра «Дойла-Нинбург», Ассоциации «АПОЛЛО» (ФРГ).
Впервые в истории двусторонних отношений между Беларусью и ЮАР в сфере образования в 2016 году 27 молодых южноафриканцев приступили к обучению в Белорусском государственном аграрно-техническом университете (БГАТУ). Договорённость об обучении студентов из Южно-Африканской Республики (ЮАР) по сельскохозяйственным и информационно-техническим специальностям в белорусских вузах достигнута в ходе развития сотрудничества Минской области и провинции Фристэйт при содействии посольства Беларуси в ЮАР и южно-африканского посольства в Москве.

### Научно-исследовательская работа
Белорусский государственный аграрный технический университет — крупный развивающийся научно-образовательный центр республики.
Научную, научно-техническую и инновационную деятельность в университете осуществляют Научно-исследовательский институт механизации и электрификации сельского хозяйства (НИИМЭСХ), 42 кафедры, более 20 филиалов кафедр и совместных научно-исследовательских лабораторий (НИЛ) на производстве и в НИИ, Институт повышения квалификации и переподготовки кадров АПК, Республиканский учебно-производственный центр в д. Боровляны, технологический научно-производственный центр «Технологические методы повышения работоспособности деталей рабочих органов сельскохозяйственной техники», 14 хозрасчетных и 4 студенческие научно-исследовательские лаборатории.
За последние годы учёными университета выполнено более 340 финансируемых научных договоров по заданиям организаций и предприятий, Министерства сельского хозяйства и продовольствия, разработано более 20 государственных и региональных научно-технических программ. В последнее время основные направления исследований (НИР) затрагивают актуальные для страны темы. Среди них такие значимые, как «Агрокомплекс — возрождение и развитие села», «Агропромкомплекс — устойчивое развитие», «Материалы в технике», «Инновационные технологии в АПК», «Новые материалы и технологии-2015», «Инновационные биотехнологии», «Развитие Минской области», «Инновационное развитие Брестской области в 2011—2015 гг.» и др. Получено более 830 патентов на полезные модели и изобретения, издано о/ монографии, 14 справочников, свыше 330 учебников и учебных пособий, опубликовано свыше 2100 научных статей и около 3,5 тыс. тезисов и материалов конференций в журналах, сборниках научных трудов и материалах конференций. Сотрудниками и аспирантами университета защищено 22 кандидатских и 2 докторских диссертации, создано и внедрено в производство более 160 новых технологий, машин и оборудования.
Функционируют более 20 научных школ по приоритетным научным направлениям.
Ученым университета, докторантам, аспирантам и магистрантам предоставлена возможность освещать результаты научных исследований на страницах научно-технического журнала для работников АПК «Агропанорама», издаваемого в БГАТУ и включенного в перечень изданий, рекомендуемых ВАК для опубликования результатов диссертационных исследований. Авторами издания также являются учёные ближнего и дальнего зарубежья.
С целью популяризации научных разработок один раз в 5 лет издаются каталоги — «Интеллектуальная собственность БГАТУ» и «Научно-технические разработки БГАТУ».
БГАТУ является членом Научно-образовательного консорциума высших учебных заведений и НИИ Республики Беларусь и Республики Казахстан.

## Факультеты и другие структурные подразделения

### Агромеханический факультет
Специальности общего высшего образования, по которым ведётся подготовка специалистов:
- Техническое обеспечение производства сельскохозяйственной продукции
- Техническое обеспечение хранения и переработки сельскохозяйственной продукции

Специальности углубленного высшего образования, по которым ведётся подготовка специалистов:
- Техническое обеспечение производства сельскохозяйственной продукции
- Проектирование и производство сельскохозяйственной техники
- Техническое обеспечение хранения и переработки сельскохозяйственной продукции

### Агроэнергетический факультет
Специальности общего высшего образования, по которым ведётся подготовка специалистов:
- Автоматизация технологических процессов и производств (автоматизация и роботизация технологических процессов в АПК)
- Энергетическое обеспечение сельского хозяйства

Специальности углубленного высшего образования, по которым ведётся подготовка специалистов:
- Энергетическое обеспечение сельского хозяйства

### Факультет «Технический сервис в АПК»
Специальности общего высшего образования, по которым ведётся подготовка специалистов:
- Технический сервис в агропромышленном комплексе
- Охрана труда на производстве

Специальности углубленного высшего образования, по которым ведётся подготовка специалистов:
- Технический сервис в агропромышленном комплексе
- Охрана труда и эргономика

### Факультет предпринимательства и управления
Специальности общего высшего образования, по которым ведётся подготовка специалистов:
- Менеджмент
- Агробизнес

Специальности углубленного высшего образования, по которым ведётся подготовка специалистов:
- Экономика

### Институт повышения квалификации и переподготовки кадров АПК
Институт повышения квалификации и переподготовки кадров агропромышленного комплекса учреждения образования «Белорусский государственный аграрный технический университет» - образовательный и научно-методический центр системы дополнительного образования взрослых. Ежегодно по образовательным программам переподготовки, повышения квалификации и стажировки проходят обучения около 3000 слушателей, в том числе из зарубежных государств.
Институт располагает современной учебно-технической базой, а также использует базы специализированных кафедр университета. Больше половины учебного времени отведено обучению в сельскохозяйственных организациях и на предприятиях перерабатывающих сельскохозяйственное сырье, заводах по производству техники для агропромышленного комплекса, в научных учреждениях республики. Слушателям предоставляется возможность посещения сельскохозяйственных выставок.
Основная задача института сегодня – постоянное совершенствование процесса повышения профессионального уровня кадров АПК, отвечающих за реализацию задач по обеспечению продовольственной безопасности страны, увеличению экспортного потенциала и цифровизации аграрной отрасли с применением международного и отечественного передового опыта. Деятельность института направлена на усовершенствование системы обучения согласно требованиям времени и задачам дальнейшего развития сельскохозяйственной отрасли. Особое внимание уделяется получению знаний в области цифровой трансформации сельского хозяйства, инновационных технологий производства и переработки продукции, развития агробизнеса и сельских территорий.

## Ректоры
- - Суслов Виктор Павлович, доктор технических наук, профессор (с 1954 по 1959 год)
  - Горин Дмитрий Иустинович, кандидат технических наук, доцент (с 1959 по 1968 год)
  - Селицкий Сергей Сергеевич, кандидат технических наук, доцент (с 1968 по 1977 год)
  - Скотников Валерий Александрович, доктор технических наук, профессор (с 1977 по 1988 год)
  - Герасимович Леонид Степанович, доктор технических наук, профессор (с 1988 по 2003 год)
  - Попков Александр Андреевич (с 6 августа 2003 по 19 августа 2003 года)
  - Казаровец Николай Владимирович, доктор сельскохозяйственных наук, профессор, член-корреспондент НАН Беларуси (с 2003 по 2012 год)
  - Шило Иван Николаевич, доктор технических наук, профессор (с 2013 по 2021 год)
  - Романюк Николай Николаевич, кандидат технических наук, доцент (с августа 2021 года по настоящее время)

## Награды[4]
В 2004 году БГАТУ награждён  Почётной грамотой Совета Министров Республики Беларусь в связи с 50-летием со дня образования
В 2007 году на Европейском саммите лидеров образования в Оскфорде (Великобритания) БГАТУ удостоен звания «Лучшее предприятие Европы в области образования»; ректору университета Н. В. Казаровцу вручена международная награда имени Сократа и присвоено звание «Лучший руководитель 2007 года».
В октябре 2008 года на IV Международной ассамблее глобального качества БГАТУ был удостоен «Золотого сертификата качества».
За внедрение высокоэффективных методов управления качеством и обеспечение на этой основе выпуска конкурентоспособной продукции (оказания услуг) Учреждению образования «Белорусский государственный аграрный технический университет» присуждена Премия Правительства Республики Беларусь за достижения в области качества 2012 года. Утверждено постановлением Совета Министров от 30 января 2013 года № 71.
В 2022 году БГАТУ удостоен Гран-при Международной бизнес-премии «Лидер года 2022» в номинации «Образование».
БГАТУ награжден Почетной Грамотой администрации Первомайского района г. Минска за высокий уровень профессиональной подготовки специалистов, внедрение современных образовательных технологий и развитие международного сотрудничества.
БГАТУ занесен на доску Почета Первомайского района г. Минска по итогам работы за 2023 год.
БГАТУ повторно стал обладателем диплома Гран-при международной бизнес-премии «Лидер года-2024».